# 신 사쿠라 대전
《신 사쿠라 대전》(新サクラ大戦)은 일본 세가사부터 2019년 12월 12일로 발매된 플레이스테이션 4 전용 3D 액션 어드벤처 게임이다. 사쿠라 대전 시리즈의 넘버링 타이틀 여섯 번째.

## 등장 캐릭터

### 제국 화격단
카미야마 세이쥬로
성우 : 아자카미 요헤이
아마미야 사쿠라
성우 : 사쿠라 아야네
시노노메 하츠호
성우 : 우치다 마아야
모지츠키 아자미
성우 : 야마무라 히비쿠
아나스타샤 파르마
성우 : 후쿠하라 아야카
클라리스 스노플레이크
성우 : 하야미 사오리
칸자키 스미레
성우 : 토미자와 미치에
린도 카오루
성우 : 이시카와 유이
오오바 코마치
성우 : 시라이시 료코
시바 레이지
성우 : 스기타 토모카즈
대제국게키조

### 상하이 화격단
양 샤오룽
성우 : 우메하라 유이치로
황 유이
성우 : 우에사카 스미레

### 런던 화격단
아서
성우 : 시마자키 노부나가
랜슬롯
성우 : 누마쿠라 마나미

### 베를린 화격단
에리스
성우 : 미즈키 나나
마르가레테
성우 : 쿠기미야 리에

### WLOF
프레지던트G
성우 : 오키아유 료타로
미스터 I

### 강마
야샤
성우 : 요코야마 치사
오보로
성우 : 키시오 다이스케

### 그 외 관련 인물
아마미야 히나타
성우 : 코우다 마리코
아마미야 텟칸
성우 : 하야미 쇼
무라사메 하쿠슈
성우 : 사와시로 미유키
모치즈키 얏탄사이
성우 : 사토 마사하루
나타리아 M 루슈코바
성우 : 야소카와 마유노

### 모스크바 화격단
TV 애니메이션만 등장.
클라라
성우 : 와타다 미사키
발레리 카민스키
성우 : 아카바네 켄지
레일라
성우 : 시라이시 하루카

## 평가
| 평가                                                               |       |
| ------------------------------------------------------------------ | ----- |
| 평론 점수 평론사 점수 패미츠 33/40 [ 1 ] Jeuxvideo.com 13/20 [ 2 ] |       |
| 평론 점수                                                          |       |
| 평론사                                                             | 점수  |
| 패미츠                                                             | 33/40 |
| Jeuxvideo.com                                                      | 13/20 |